# الانتداب على بلاد ما بين النهرين
كان الانتداب على بلاد ما بين النهرين انتدابًا مقترحًا من عصبة الأمم المتحدة لتغطية العراق العثماني (بلاد الرافدين). كان من المقرر أن يُعهد به إلى المملكة المتحدة، لكن حلت محله المعاهدة الأنجلو-عراقية، وهي اتفاقية بين بريطانيا والعراق تحمل بعض أوجه التشابه مع الانتداب المقترح. نظريًا، استمر الانتداب من عام 1920إلى عام 1932.
مُنح الانتداب المقترح في 25 أبريل 1920 في مؤتمر سان ريمو، في إيطاليا، وفقًا لاتفاقية سايكس بيكو لعام 1916، ولكن لم يُوثَّق أو ُيعرّف بعد. وكان من المقرر أن يكون انتدابًا من الفئة أ بموجب المادة 22 من ميثاق عصبة الأمم . وقد أعدَّ المكتب الاستعماري البريطاني مسودة وثيقة الانتداب في يونيو 1920، وقُدِّمت في شكل مسودة إلى عصبة الأمم في ديسمبر 1920.
واجهت الانتدابية المقترحة بعض الصعوبات في بداية تكوينها، حيث اندلعت ثورة عراقية على مستوى البلاد في عام 1920 وبعدها تقرر أن تصبح المنطقة مملكة العراق، من خلال المعاهدة الأنجلو عراقية في أكتوبر 1922. أصبحت مملكة العراق مستقلة في عامي 1931-1932، وفقًا لموقف عصبة الأمم، الذي نص على أن مثل هذه الدول سيتم تسهيلها إلى "التطور التدريجي" كدول مستقلة تمامًا.
مباشرة بعد نهاية الحرب العالمية الأولى، أوصى السير أرنولد ويلسون، المفوض السامي المستقبلي للعراق، بضم بلاد ما بين النهرين إلى الهند "كمستعمرة تابعة للهند والهنود، كما تديرها حكومة الهند وتزرع سهولها الشاسعة تدريجيًا، وتوطن فيها أعراق البنجاب المحاربة". في مذكرة كتبت في الثاني والعشرون من أبريل 1918، أدرج كوكس الفئات الاجتماعية التي يجب على البريطانيين دعمها: الجالية اليهودية في بغداد، والأعيان في بغداد والبصرة، والعرب واليهود الأثرياء من مالكي الأراضي، وشيوخ القبائل المستقرة.  أُضيفت الموصل إلى منطقة النفوذ البريطاني بعد اتفاقية كليمنصو-لويد جورج عام 1918 .
كانت الحكومة المدنية للعراق الخاضعه للإدارة البريطانية برئاسة المندوب السامي، السير بيرسي كوكس، ونائبه، الكولونيل أرنولد ويلسون . ولم تفلح الأعمال الانتقامية البريطانية بعد مقتل ضابط بريطاني في النجف في استعادة النظام. ولم تكن الإدارة البريطانية قد تأسست بعد في جبال شمال العراق. وكانت أبرز مشكلة واجهت البريطانيين هي الغضب المتزايد للقوميين، الذين شعروا بالخيانة لمنحهم وضع الانتداب.[بحاجة لمصدر]

## خرائط

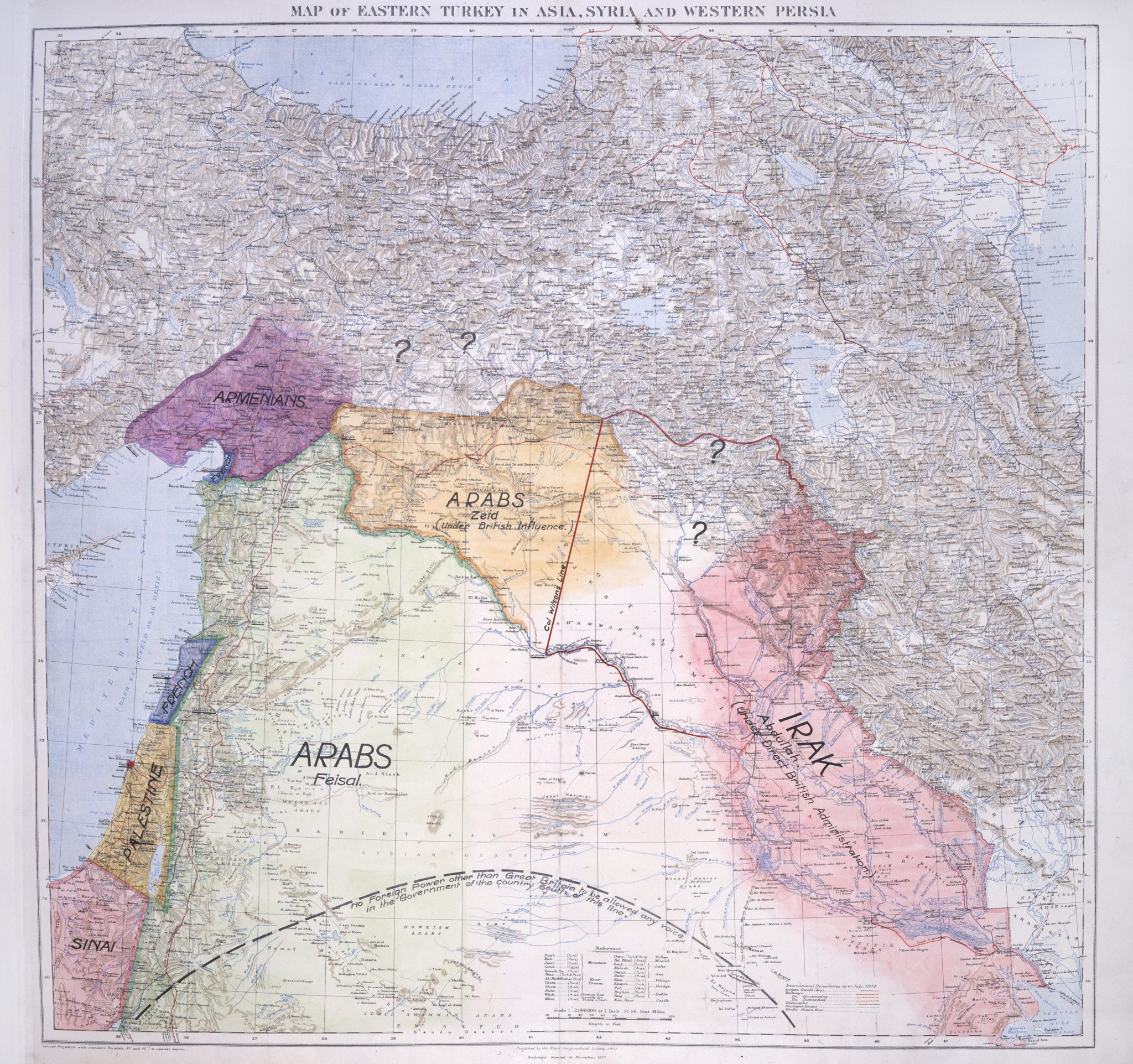
خريطة قدمها تي إي لورانس إلى اللجنة الشرقية لمجلس الحرب في نوفمبر 1918
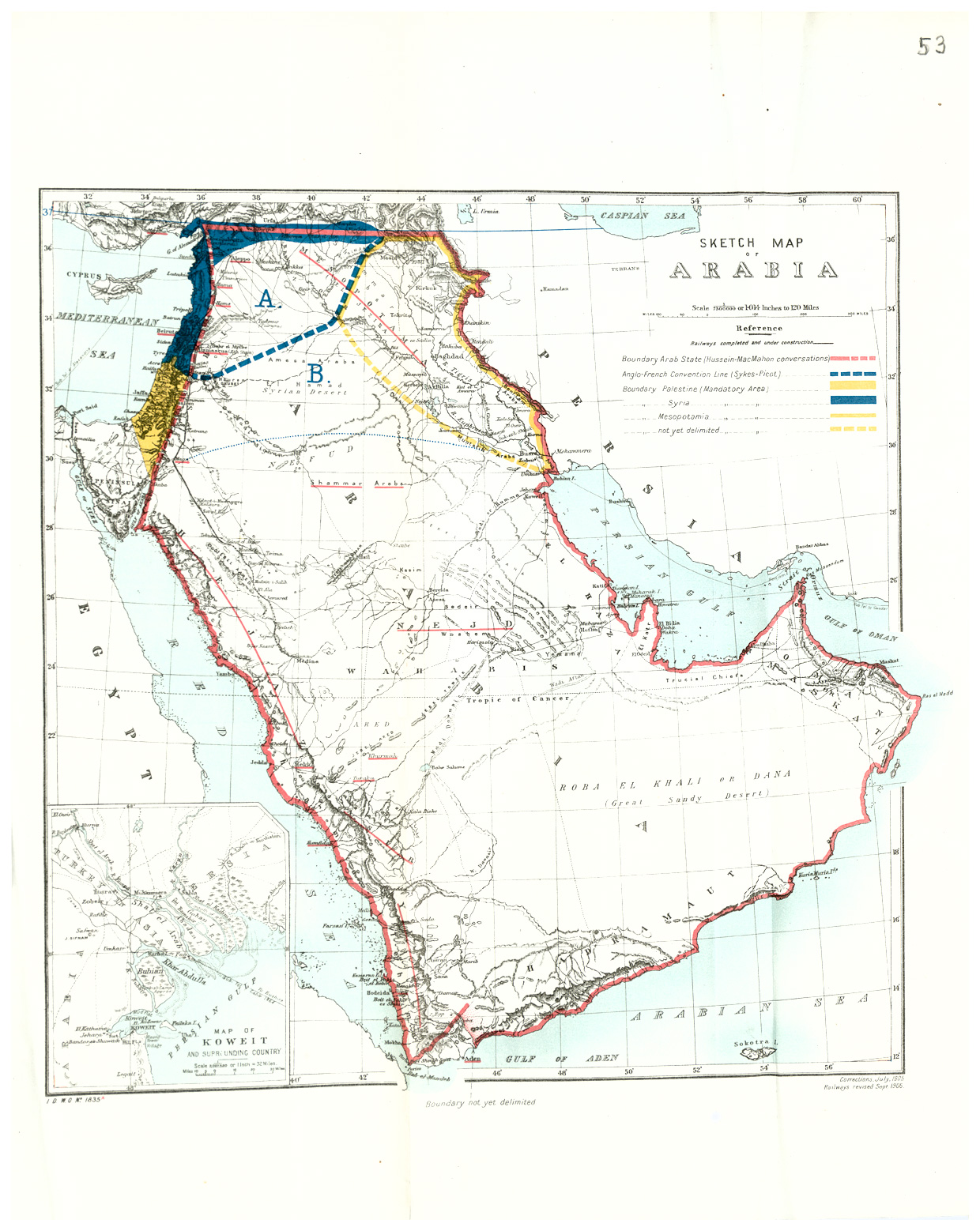
خريطة بريطانية مُلحقة بمذكرة مجلس الوزراء CAB24/120 لعام 1921 تُظهر التفويضات المقترحة

## قراءة إضافية
- دودج، توبي "اختراع العراق" (2009)
- فيلدهاوس، ديفيد ك. الإمبريالية الغربية في الشرق الأوسط، 1914-1958 (2006)
- فيسك، روبرت. الحرب العظمى من أجل الحضارة: غزو الشرق الأوسط، (الطبعة الثانية ٢٠٠٦).
- سيمونز، جيف. العراق: من سومر إلى صدام (الطبعة الثانية ١٩٩٤)
- سلوغليت، بيتر. بريطانيا في العراق: تخطيط الملك والوطن، ١٩١٤-١٩٣٢ (الطبعة الثانية، ٢٠٠٧)